# Usterka
Usterka – polski program telewizyjny emitowany w latach 2002–2004 na antenie TVN i w latach 2013–2023 oraz od 2025 w TTV przedstawiający z wykorzystaniem ukrytej kamery pracę fachowców wykonujących drobne prace remontowe w warunkach zaaranżowanych przez twórców programu.

## Charakterystyka programu
W każdym odcinku programu sprawdzane są rzetelność i umiejętności fachowców zajmujących się pracami remontowymi. Twórcy programu aranżują usterkę wybranego sprzętu lub urządzenia i do mieszkania z ukrytymi kamerami zapraszają specjalistów. Niczego nieświadomi fachowcy mają rozwiązać problem, a ich usługi oraz cennik oceniają później inni eksperci. Program ma charakter rozrywkowy.
Przez pierwsze trzy serie program powstawał we współpracy z Federacją Konsumentów. Od szóstej do trzynastej serii prowadzącym program oraz bezpośrednim ekspertem komentującym i oceniającym pracę robotników był Dominik Strzelec. W czternastej serii program miał czworo prowadzących: Adama Milcza, Łukasza Milcza, Agnieszkę Musiał i Daniela Górkę, od piętnastej do szesnastej troje – wyżej wymienionych, ale bez Górki. W siedemnastej serii do programu powrócił Dominik Strzelec.

## Emisja w telewizji
Uwaga: tabela zawiera daty odnoszące się wyłącznie do pierwszej emisji telewizyjnej; nie uwzględniono w niej ewentualnych prapremier w serwisach internetowych (np. Player).
| Seria | Odcinki      | Pierwsza emisja telewizyjna | Pierwsza emisja telewizyjna | Pierwsza emisja telewizyjna | Pierwsza emisja telewizyjna | Pierwsza emisja telewizyjna |
| Seria | Odcinki      | Sezon                       | Początek emisji             | Koniec emisji               | Pora emisji                 | Stacja telewizyjna          |
| ----- | ------------ | --------------------------- | --------------------------- | --------------------------- | --------------------------- | --------------------------- |
| 1.    | 1–17 (17)    | jesień 2002                 | 2 września 2002             | 23 grudnia 2002             | poniedziałek 22.00          | TVN                         |
| 2.    | 18–35 (18)   | jesień 2003                 | 1 września 2003             | 29 grudnia 2003             | poniedziałek 22.00          | TVN                         |
| 3.    | 36–51 (16)   | wiosna 2004                 | 1 marca 2004                | 28 czerwca 2004             | poniedziałek 22.00          | TVN                         |
| 4.    | 52–68 (17)   | jesień 2013                 | 4 września 2013             | 25 grudnia 2013             | środa 20.40                 | TTV                         |
| 5.    | 69–81 (13)   | wiosna 2014                 | 3 marca 2014                | 26 maja 2014                | poniedziałek 20.05          | TTV                         |
| 6.    | 82–92 (11)   | jesień 2014                 | 5 września 2014             | 14 listopada 2014           | piątek 22.00                | TTV                         |
| 7.    | 93–112 (20)  | wiosna 2015                 | 28 lutego 2015              | 8 września 2015             | czwartek 22.00              | TTV                         |
| 8.    | 113–122 (10) | jesień 2015                 | 15 września 2015            | 17 listopada 2015           | wtorek 22.00                | TTV                         |
| 9.    | 123–142 (20) | zima–wiosna 2016            | 30 stycznia 2016            | 7 czerwca 2016              | wtorek 22.00                | TTV                         |
| 10.   | 143–156 (14) | jesień 2016                 | 6 września 2016             | 6 grudnia 2016              | wtorek 22.00                | TTV                         |
| 11.   | 157–168 (12) | wiosna 2017                 | 28 lutego 2017              | 16 maja 2017                | wtorek 22.00                | TTV                         |
| 12.   | 169–180 (12) | jesień 2017                 | 6 września 2017             | 28 listopada 2017           | środa 22.00                 | TTV                         |
| 13.   | 181–188 (8)  | jesień 2018                 | 6 października 2018         | 24 listopada 2018           | sobota 20.00                | TTV                         |
| 14.   | 189–219 (31) | wiosna 2019                 | 11 marca 2019               | 21 maja 2019                | poniedziałek–środa 18.15    | TTV                         |
| 15.   | 220–234 (15) | jesień 2019                 | 4 września 2019             | 23 października 2019        | środa 22.00                 | TTV                         |
| 15.   | 220–234 (15) | jesień 2019                 | 30 października 2019        | 13 listopada 2019           | środa 22.00 i 22.30         | TTV                         |
| 16.   | 235–247 (13) | wiosna 2020                 | 27 lutego 2020              | 26 marca 2020               | czwartek 22.30              | TTV                         |
| 16.   | 235–247 (13) | jesień 2020                 | 7 września 2020             | 29 września 2020            | poniedziałek i wtorek 21.10 | TTV                         |
| 17.   | 248–287 (40) | jesień 2021                 | 22 sierpnia 2021            | 29 sierpnia 2021            | niedziela 18.05             | TTV                         |
| 17.   | 248–287 (40) | jesień 2021                 | 8 września 2021             | 26 października 2021        | poniedziałek–czwartek 18.05 | TTV                         |
| 17.   | 248–287 (40) | jesień 2021                 | 14 grudnia 2021             | 30 grudnia 2021             | wtorek–czwartek 22.00       | TTV                         |
| 18.   | 288–307 (20) | jesień 2022                 | 7 września 2022             | 29 września 2022            | środa i czwartek 22.00      | TTV                         |
| 18.   | 288–307 (20) | jesień 2022                 | 5 października 2022         | 19 października 2022        | środa 22.00 i 22.30         | TTV                         |
| 18.   | 288–307 (20) | jesień 2022                 | 2 listopada 2022            |                             | środa 22.00 i 22.30         | TTV                         |
| 18.   | 288–307 (20) | jesień 2022                 | 30 grudnia 2022             | 31 grudnia 2022             | piątek i sobota 17.05       | TTV                         |
| 18.   | 288–307 (20) | lato 2023                   | 29 lipca 2023               | 29 lipca 2023               | sobota 12.05                | TTV                         |
| 18.   | 288–307 (20) | lato 2023                   | 15 sierpnia 2023            | 15 sierpnia 2023            | wtorek 18.05                | TTV                         |
| 19.   | od 308       | jesień 2025                 | 3 września 2025             | b.d.                        | poniedziałek–czwartek 21.05 | TTV                         |